# Rot (toán tử)
Trong giải tích vector, toán tử rot (vài nơi còn gọi là curl) là một toán tử vector mô tả độ xoáy của một trường vector. Tại bất kì điểm nào trên trường vector, rot được biểu thị bằng một vector. Các thuộc tính của vector này (độ dài và hướng) nói lên bản chất của độ xoáy tại điểm đó.
Hướng của rot là trục xoay, định bởi luật bàn tay phải, và độ lớn của rot là độ lớn của mức độ xoáy. Nếu trường vector tượng trưng cho vận tốc chảy của một chất lỏng đang lưu chuyển, thì rot sẽ là mật độ xoáy của chất lỏng đó. Một trường vector với rot bằng zero được gọi là không xoáy.

## Định nghĩa
Rot của một trường vector F, ký hiệu là {\displaystyle \operatorname {rot} \ \mathbf {F} } hay {\displaystyle \nabla \times \mathbf {F} }, tại một điểm được định nghĩa bởi:

Hướng của vector của tích phân đường

{\displaystyle (\nabla \times \mathbf {F} )\cdot \mathbf {\hat {n}} \ {\overset {\underset {\mathrm {def} }{}}{=}}\lim _{A\to 0}{\frac {\oint _{C}\mathbf {F} \cdot d\mathbf {r} }{A}}}
Ở đây {\displaystyle \oint _{C}\mathbf {F} \cdot d\mathbf {r} } là tích phân đường dọc theo biên của vùng đang xét (i.e., {\displaystyle C=\partial {\mathcal {A}}}), và {\displaystyle \,A} là diện tích của {\displaystyle {\mathcal {A}}}. Nếu {\displaystyle \mathbf {\hat {\nu }} } là vector bán kính nằm trong mặt phẳng, mà {\displaystyle \mathbf {\hat {n}} }  là vector đơn vị vuông góc với mặt phẳng (xem hình bên), thì hướng của C được chọn sao cho vector {\displaystyle \mathbf {\hat {\omega }} } tiếp tuyến với C được định hướng dương nếu và chỉ nếu {\displaystyle \{\mathbf {\hat {n}} ,\mathbf {\hat {\nu }} ,\mathbf {\hat {\omega }} \}} tạo thành một hệ tọa độ  dương trong R3 (quy luật bàn tay phải).
Công thức trên nghĩa là rot của một trường vecto được định nghĩa như là mật độ lưu chuyển của trường
đó. Theo đó
{\displaystyle ({\rm {{rot\,}\,\mathbf {F} )\,_{3}={\frac {1}{a_{1}a_{2}}}\cdot \left({\frac {\partial (a_{2}F_{2})}{\partial u_{1}}}-{\frac {\partial (a_{1}F_{1})}{\partial u_{2}}}\right)\,.}}}
Nếu {\displaystyle (x_{1},x_{2},x_{3})} là tọa độ Cartesian và {\displaystyle (u_{1},u_{2},u_{3})} là tọa độ  curvilinear, thì {\displaystyle a_{i}={\sqrt {\sum \limits _{j=1}^{3}\left({\frac {\partial x_{j}}{\partial u_{i}}}\right)^{2}}}} là độ dài của vector tọa độ tương ứng với {\displaystyle u_{i}}. Hai thành phần còn lại của rot có thể tính từ phép hoán vị chỉ số: 3,1,2 -> 1,2,3 -> 2,3,1.

### Diễn giải theo trực giác
Giả sử trường vector mô tả trường vận tốc của một dòng chảy (có thể là trong một bồn chứa nước lớn hay
bồn khí) và một quả bóng nhỏ được đặt trong chất lỏng hay khí (tâm của quả bóng được gắn chặt vào
một điểm nào đó). Nếu mặt quả bóng xù xì, nó sẽ xoay bởi chất lỏng chảy qua nó. Trục quay (theo quy tắc
bàn tay phải) sẽ chỉ hướng của rot của trường vecto tại tâm của quả bóng, và vận tốc góc sẽ bằng phân nửa giá trị của rot tại điểm đó.
Ngay cả khi các dòng chảy là song song, quả bóng có thể bắt đầu xoay nếu chất lỏng bên này chảy nhanh hơn bên kia.

## Sử dụng
Trong thực tế, định nghĩa trên ít được dùng vì trong tất cả mọi trường hợp, toán tử rot có thể được đơn giản hóa ngay trong cả trường hợp tọa độ curvilinear.
Ký hiệu {\displaystyle {\vec {\nabla }}\times {\vec {F}}} mặc dù không chính xác nhưng là dạng thường được sử dụng như là một dạng gợi nhớ trong tọa độ Cartesian nếu ta xem {\displaystyle \nabla } là một toán tử vi phân vector del hoặc nabla.
Khai triển trong tọa độ Cartesian {\displaystyle {\vec {\nabla }}\times {\vec {F}}} là, cho F gồm 3 thành phần [Fx, Fy, Fz]:
{\displaystyle {\begin{vmatrix}\mathbf {i} &\mathbf {j} &\mathbf {k} \\\\{\frac {\partial }{\partial x}}&{\frac {\partial }{\partial y}}&{\frac {\partial }{\partial z}}\\\\F_{x}&F_{y}&F_{z}\end{vmatrix}}}
mà trong đó i, j, và k là vector đơn vị của trục x-, y-, và z. Công thức này được khai triển ra như sau:
{\displaystyle \left({\frac {\partial F_{z}}{\partial y}}-{\frac {\partial F_{y}}{\partial z}}\right)\mathbf {i} +\left({\frac {\partial F_{x}}{\partial z}}-{\frac {\partial F_{z}}{\partial x}}\right)\mathbf {j} +\left({\frac {\partial F_{y}}{\partial x}}-{\frac {\partial F_{x}}{\partial y}}\right)\mathbf {k} }
Mặc dù được viết dưới hệ tọa độ, kết quả là không thay đổi nếu thay đổi hệ trục tọa độ nhưng kết quả sẽ nghịch đảo qua phép đối xứng.
Trong ký hiệu Einstein, với ký hiệu Levi-Civita rot được viết là:
{\displaystyle ({\vec {\nabla }}\times {\vec {F}})_{k}=\epsilon _{k\ell m}\partial _{\ell }F_{m}}
hay là:
{\displaystyle ({\vec {\nabla }}\times {\vec {F}})={\boldsymbol {\hat {e}}}_{k}\epsilon _{k\ell m}\partial _{\ell }F_{m}}
với các vecto đơn vị:{\displaystyle {\boldsymbol {\hat {e}}}_{k}}, k=1,2,3 tương ứng với {\displaystyle {\boldsymbol {\hat {x}}},{\boldsymbol {\hat {y}}}}, và {\displaystyle {\boldsymbol {\hat {z}}}}.
{\displaystyle \mathbf {\nabla \times } \left(\mathbf {v\times F} \right)=\left[\left(\mathbf {\nabla \cdot F} \right)+\mathbf {F\cdot \nabla } \right]\mathbf {v} -\left[\left(\mathbf {\nabla \cdot v} \right)+\mathbf {v\cdot \nabla } \right]\mathbf {F} }.